# Escola Nostra Senyora de Lurdes
L'Escola Nostra Senyora de Lurdes és una escola d'educació infantil i primària de Barcelona.
Va ser creada el 1880 per Gertrudis Castanyer i Seda. Està situada a número 73 de la Via Augusta de Barcelona. El projecte educatiu del centre, que impulsa la comunitat de les religioses Filipenses d'aquesta escola, va rebre el Memorial Cassià Just el 2013 i la Medalla d'Honor de Barcelona el 2014. Va acollir la primera escola d'estiu Rosa Sensat el 1966 i fou la primera escola religiosa mixta de Catalunya el curs 1972-1973. Entre els seus alumnes destaca Mercè Rodoreda, que hi assistí durant uns mesos.